# Новопетровка (Пермский край)
Новопетровка — деревня в Октябрьском городском округе Пермского края России.

## География
Деревня находится в юго-восточной части края, в пределах Уфимского плоскогорья, на правом берегу одного из левых притоков реки Тесяк, на расстоянии приблизительно 33 километров (по прямой) к юго-западу от посёлка городского типа Октябрьский, административного центра округа. Абсолютная высота — 225 метров над уровнем моря.

### Климат
Климат характеризуется как умеренно континентальный, с холодной продолжительной снежной зимой и коротким тёплым летом. Среднегодовая температура воздуха — +0,3 °C. Средняя температура воздуха самого холодного месяца (января) — −16,3 °C (абсолютный минимум — −49 °C); самого тёплого месяца (июля) — +16,5 °C (абсолютный максимум — +37 °C). Среднегодовое количество осадков составляет около 600 миллиметров, из которых большая часть выпадает в тёплый период. Снежный покров держится в течение 160—170 дней.

## История
Эстонский хутор Даго (Новопетровка) основан в 1895 г. переселенцами с острова Даго (Хийумаа) Гапсальский уезд Эстляндской губернии.
По данным на 1955 г. в деревне проживало 134 человека, 99% населения эстонцы.
До 2019 года входила в состав ныне упразднённого Щучье-Озерского сельского поселения Октябрьского района.

## Население
| 2010 |
| ---- |
| 127  |

Половой состав
По данным Всероссийской переписи населения 2010 года в половой структуре населения мужчины составляли 47,2 %, женщины — соответственно 52,8 %.
Национальный состав
Согласно результатам переписи 2002 года, в национальной структуре населения русские составляли 71 % из 207 чел.